# Ларрі Блек
Ларрі Джеффрі Блек (англ. Larry Jeffery Black; нар. 20 липня 1951 — пом. 8 лютого 2006) — американський легкоатлет, який спеціалізувався в бігу на короткі дистанції.

## Із життєпису
Олімпійський чемпіон в естафеті 4×100 метрів (1972).
Срібний олімпійський призер з бігу на 200 метрів (1972).
Ексрекордсмен світу в естафеті 4×100 метрів.
По завершенні спортивної кар'єри очолював департамент парків та дозвілля Маямі.
Двоюрідний брат Джеральда Тінкера, який також входив до складу «золотого» кавартету в естафеті 4×100 метрів на Іграх-1972.

## Основні міжнародні виступи
| Рік  | Змагання         | Місто   | Місце            | Дисципліна | Примітки         |
| ---- | ---------------- | ------- | ---------------- | ---------- | ---------------- |
| 1972 | Олімпійські ігри | Мюнхен  | 2                | 200 м      | Відео на YouTube |
| 1972 | 1                | 4×100 м | Відео на YouTube |            |                  |